# Ковица
Вижте пояснителната страница за други значения на Ватилакос.
Ко̀вица или Ко̀вища (на гръцки: Βαθύλακκος, Ватилакос, катаревуса Βαθύλαξ, Ватилакс, до 1927 година Κόβιτσα, Ковица) е село в Република Гърция, разположено на територията на дем Драма в област Източна Македония и Тракия.

## География
Селото е разположено на 510 m надморска височина в планината Боздаг, на около 10 километра северно от град Драма, над Дряново (Монастираки).

## История

### Етимология
Според Йордан Заимов етимологията на името е от начално *Кобища (от коба, старобългарското кобъ) с промяна на б във β на гръцка почва.

### В Османската империя
В началото на XX век Ковица е  турско село в Драмска кааза на Османската империя. Според статистиката на Васил Кънчов („Македония. Етнография и статистика“) в 1900 година Козица има 410 жители, всички турци.

### В Гърция
След Междусъюзническата война от 1913 година селото остава в пределите на Гърция. Жителите на селото се изселват и на тяхно място в 20-те години са заселени гърци бежанци. В 1928 година Ковица е представено като изцяло бежанско село с 41 бежански семейства и 131 жители общо. В същата година името на селото е променено на Ватилакос.
Населението произвежда тютюн, жито и други земеделски култури, а се занимава частично и със скотовъдство.
| Година    | 1913 | 1920 | 1928 | 1940 | 1951 | 1961 | 1971 | 1981 | 1991 | 2001 | 2011 | 2021 |
| --------- | ---- | ---- | ---- | ---- | ---- | ---- | ---- | ---- | ---- | ---- | ---- | ---- |
| Население | 589  | 607  | 130  | 415  | 218  | 202  | 141  | 88   | 69   | 85   | 98   | 42   |